# Liste des titres musicaux numéro un au Royaume-Uni en 2024
Cette page présente les no 1 des ventes de singles et d'albums au Royaume-Uni pour l'année 2024 selon The Official Charts Company.
Les classements hebdomadaires sont issus des 100 meilleures ventes de singles (UK Singles Chart) et des 100 meilleures ventes d'albums (UK Albums Chart). Ils prennent en compte les ventes physiques et numériques ainsi que les écoutes en streaming converties en équivalents ventes. Ils sont dévoilés chaque vendredi.

## Classement des singles
| №  | Date         | Artiste                            | Titre                | Référence |
| -- | ------------ | ---------------------------------- | -------------------- | --------- |
| 1  | 5 janvier    | Noah Kahan                         | Stick Season         |           |
| 2  | 12 janvier   | Noah Kahan                         | Stick Season         |           |
| 3  | 19 janvier   | Noah Kahan                         | Stick Season         |           |
| 4  | 26 janvier   | Noah Kahan                         | Stick Season         |           |
| 5  | 2 février    | Noah Kahan                         | Stick Season         |           |
| 6  | 9 février    | Noah Kahan                         | Stick Season         |           |
| 7  | 16 février   | Noah Kahan                         | Stick Season         |           |
| 8  | 23 février   | Beyoncé                            | Texas Hold 'Em       |           |
| 9  | 1er mars     | Beyoncé                            | Texas Hold 'Em       |           |
| 10 | 8 mars       | Beyoncé                            | Texas Hold 'Em       |           |
| 11 | 15 mars      | Beyoncé                            | Texas Hold 'Em       |           |
| 12 | 22 mars      | Benson Boone                       | Beautiful Things     |           |
| 13 | 29 mars      | Benson Boone                       | Beautiful Things     |           |
| 14 | 5 avril      | Beyoncé                            | Texas Hold 'Em       |           |
| 15 | 12 avril     | Hozier                             | Too Sweet (en)       |           |
| 16 | 19 avril     | Hozier                             | Too Sweet (en)       |           |
| 17 | 26 avril     | Taylor Swift featuring Post Malone | Fortnight            |           |
| 18 | 3 mai        | Sabrina Carpenter                  | Espresso             |           |
| 19 | 10 mai       | Sabrina Carpenter                  | Espresso             |           |
| 20 | 17 mai       | Sabrina Carpenter                  | Espresso             |           |
| 21 | 24 mai       | Sabrina Carpenter                  | Espresso             |           |
| 22 | 31 mai       | Sabrina Carpenter                  | Espresso             |           |
| 23 | 7 juin       | Eminem                             | Houdini              |           |
| 24 | 14 juin      | Eminem                             | Houdini              |           |
| 25 | 21 juin      | Sabrina Carpenter                  | Please Please Please |           |
| 26 | 28 juin      | Sabrina Carpenter                  | Please Please Please |           |
| 27 | 5 juillet    | Sabrina Carpenter                  | Please Please Please |           |
| 28 | 12 juillet   | Sabrina Carpenter                  | Espresso             |           |
| 29 | 19 juillet   | Sabrina Carpenter                  | Espresso             |           |
| 30 | 26 juillet   | Sabrina Carpenter                  | Please Please Please |           |
| 31 | 2 août       | Sabrina Carpenter                  | Please Please Please |           |
| 32 | 9 août       | Charli XCX featuring Billie Eilish | Guess                |           |
| 33 | 16 août      | Chase and Status et Stormzy        | Backbone             |           |
| 34 | 23 août      | Chase and Status et Stormzy        | Backbone             |           |
| 35 | 30 août      | Sabrina Carpenter                  | Taste                |           |
| 36 | 6 septembre  | Sabrina Carpenter                  | Taste                |           |
| 37 | 13 septembre | Sabrina Carpenter                  | Taste                |           |
| 38 | 20 septembre | Sabrina Carpenter                  | Taste                |           |
| 39 | 27 septembre | Sabrina Carpenter                  | Taste                |           |
| 40 | 4 octobre    | Sabrina Carpenter                  | Taste                |           |
| 41 | 11 octobre   | Sabrina Carpenter                  | Taste                |           |
| 42 | 18 octobre   | Sabrina Carpenter                  | Taste                |           |
| 43 | 25 octobre   | Sabrina Carpenter                  | Taste                |           |
| 44 | 1er novembre | Gigi Perez (en)                    | Sailor Song          |           |
| 45 | 8 novembre   | Gracie Abrams                      | That's So True       |           |
| 46 | 15 novembre  | Gracie Abrams                      | That's So True       |           |
| 47 | 22 novembre  | Gracie Abrams                      | That's So True       |           |
| 48 | 29 novembre  | Gracie Abrams                      | That's So True       |           |
| 49 | 6 décembre   | Gracie Abrams                      | That's So True       |           |
| 50 | 13 décembre  | Wham!                              | Last Christmas       |           |
| 51 | 20 décembre  | Wham!                              | Last Christmas       |           |
| 52 | 27 décembre  | Wham!                              | Last Christmas       |           |

## Classement des albums
| №  | Date         | Artiste                       | Titre                                     | Référence |
| -- | ------------ | ----------------------------- | ----------------------------------------- | --------- |
| 1  | 5 janvier    | Lewis Capaldi                 | Broken by Desire to Be Heavenly Sent (en) |           |
| 2  | 12 janvier   | Shed Seven (en)               | A Matter of Time                          |           |
| 3  | 19 janvier   | D-Block Europe                | Rolling Stone                             |           |
| 4  | 26 janvier   | Green Day                     | Saviors                                   |           |
| 5  | 2 février    | James Arthur                  | Bitter Sweet Love                         |           |
| 6  | 9 février    | The Last Dinner Party         | Prelude to Ecstasy                        |           |
| 7  | 16 février   | Noah Kahan                    | Stick Season                              |           |
| 8  | 23 février   | Idles                         | Tangk (en)                                |           |
| 9  | 1er mars     | Rod Stewart et Jools Holland  | Swing Fever                               |           |
| 10 | 8 mars       | Liam Gallagher et John Squire | Liam Gallagher & John Squire              |           |
| 11 | 15 mars      | Ariana Grande                 | Eternal Sunshine                          |           |
| 12 | 22 mars      | Ariana Grande                 | Eternal Sunshine                          |           |
| 13 | 29 mars      | Elbow                         | Audio Vertigo                             |           |
| 14 | 5 avril      | Beyoncé                       | Cowboy Carter                             |           |
| 15 | 12 avril     | The Libertines                | All Quiet on the Eastern Esplanade (en)   |           |
| 16 | 19 avril     | James                         | Yummy                                     |           |
| 17 | 26 avril     | Taylor Swift                  | The Tortured Poets Department             |           |
| 18 | 3 mai        | Taylor Swift                  | The Tortured Poets Department             |           |
| 19 | 10 mai       | Dua Lipa                      | Radical Optimism                          |           |
| 20 | 17 mai       | Taylor Swift                  | The Tortured Poets Department             |           |
| 21 | 24 mai       | Billie Eilish                 | Hit Me Hard and Soft                      |           |
| 22 | 31 mai       | Taylor Swift                  | The Tortured Poets Department             |           |
| 23 | 7 juin       | Taylor Swift                  | The Tortured Poets Department             |           |
| 24 | 14 juin      | Taylor Swift                  | The Tortured Poets Department             |           |
| 25 | 21 juin      | Taylor Swift                  | The Tortured Poets Department             |           |
| 26 | 28 juin      | Gracie Abrams                 | The Secret of Us (en)                     |           |
| 27 | 5 juillet    | Taylor Swift                  | The Tortured Poets Department             |           |
| 28 | 12 juillet   | Kasabian                      | Happenings (en)                           |           |
| 29 | 19 juillet   | Eminem                        | The Death of Slim Shady (Coup de Grâce)   |           |
| 30 | 26 juillet   | Eminem                        | The Death of Slim Shady (Coup de Grâce)   |           |
| 31 | 2 août       | Eminem                        | The Death of Slim Shady (Coup de Grâce)   |           |
| 32 | 9 août       | Chappell Roan                 | The Rise and Fall of a Midwest Princess   |           |
| 33 | 16 août      | Beabadoobee                   | This Is How Tomorrow Moves                |           |
| 34 | 23 août      | Post Malone                   | F-1 Trillion                              |           |
| 35 | 30 août      | Sabrina Carpenter             | Short n' Sweet                            |           |
| 36 | 6 septembre  | Oasis                         | Definitely Maybe                          |           |
| 37 | 13 septembre | David Gilmour                 | Luck and Strange                          |           |
| 38 | 20 septembre | Snow Patrol                   | The Forest Is the Path                    |           |
| 39 | 27 septembre | Blossoms                      | Gary                                      |           |
| 40 | 4 octobre    | Shed Seven                    | Liquid Gold                               |           |
| 41 | 11 octobre   | Coldplay                      | Moon Music                                |           |
| 42 | 18 octobre   | Charli XCX                    | Brat                                      |           |
| 43 | 25 octobre   | Kylie Minogue                 | Tension II                                |           |
| 44 | 1er novembre | Tyler, The Creator            | Chromakopia                               |           |
| 45 | 8 novembre   | The Cure                      | Songs of a Lost World                     |           |
| 46 | 15 novembre  | Michael Ball & Alfie Boe      | Together at Home                          |           |
| 47 | 22 novembre  | Linkin Park                   | From Zero                                 |           |
| 48 | 29 novembre  | Kendrick Lamar                | GNX                                       |           |
| 49 | 6 décembre   | Taylor Swift                  | The Tortured Poets Department             |           |
| 50 | 13 décembre  | Taylor Swift                  | The Tortured Poets Department             |           |
| 51 | 20 décembre  | Sabrina Carpenter             | Short n' Sweet                            |           |
| 52 | 27 décembre  | Michael Bublé                 | Christmas                                 |           |

## Meilleures ventes de l'année
- Le chanteur américain Noah Kahan arrive en tête du classement annuel des singles avec son titre Stick Season et ses 1 990 000 équivalent ventes. La chanson compte 233 000 000 de diffusions en streaming et 35 000 ventes réelles. Un autre chanteur américain, Benson Boone, est deuxième avec Beautiful Things qui enregistre 1 790 000 équivalent ventes et sa compatriote Sabrina Carpenter le suis avec 1 750 000 équivalent ventes de Espresso[1].
- The Tortured Poets Department de la chanteuse américaine Taylor Swift, qui a passé dix semaines non consécutives au sommet du classement, est l'album le plus vendu de l'année au Royaume-Uni avec un total de 783 000 équivalent ventes. Il réalise les meilleures diffusion en streaming ainsi que les meilleures ventes réelles, dont 313 800 unités en physique.La compilation The Highlights de l'artiste canadien The Weeknd, qui avait réalisé la meilleure vente d'albums l'année précédente, est deuxième, tandis que Short n' Sweet de Sabrina Carpenter termine sur la troisième marche du podium[2].

| Singles | Albums |
| --- | --- |
| 1. Noah Kahan - Stick Season 2. Benson Boone - Beautiful Things 3. Sabrina Carpenter - Espresso 4. Teddy Swims - Lose Control 5. Hozier - Too Sweet 6. Shaboozey - A Bar Song (Tipsy) 7. Billie Eilish - Birds of a Feather 8. Chappell Roan - Good Luck, Babe! 9. Dasha - Austin 10. Sabrina Carpenter - Please Please Please | 1. Taylor Swift - The Tortured Poets Department 2. The Weeknd - The Highlights 3. Sabrina Carpenter - Short n' Sweet 4. Noah Kahan - Stick Season 5. Billie Eilish - Hit Me Hard and Soft 6. Chappell Roan - The Rise and Fall of a Midwest Princess 7. Fleetwood Mac - 50 Years - Don't Stop 8. Charli XCX - Brat 9. Coldplay - Moon Music 10. Olivia Rodrigo - Guts |

## Faits marquants

### Albums
- 39 albums ont été numéro 1 en 2024, dont deux du groupe Shed Seven qui n'avait jamais atteint le haut du classement jusqu'ici[3].
- The Tortured Poets Department est le 12e album de Taylor Swift classé numéro 1, permettant à la chanteuse d'égaler le record de Madonna de l'artiste féminine ayant classé le plus d'albums numéro 1 au Royaume-Uni[4]. Taylor Swift cumule ces douze premières places sur une période record de 11 ans et 6 mois, faisant mieux que les Beatles avec autant de numéro 1 en 14 ans et 1 mois[4].
- Definitely Maybe du groupe Oasis retrouve la première place 30 ans après sa sortie originale, consécutivement à la parution d'une édition spéciale 30e anniversaire et l'annonce de la reformation du groupe pour une tournée en 2025[5].
- Le groupe The Cure obtient le deuxième numéro 1 de son histoire au Royaume-Uni avec Songs of a Lost World, 32 ans après Wish en 1992[6].

### Singles
- 14 singles ont été numéro 1 dont trois de Sabrina Carpenter. La chanteuse américaine passe ainsi 21 semaines au sommet du classement sur une année, une première pour une artiste féminine dans l'histoire du hit-parade, et du jamais vu depuis 71 ans, où Frankie Laine avait cumulé 28 semaines à la première place en 1953[7],[8]. En outre, Sabrina Carpenter s'auto détrone deux fois en juillet.
- Last Christmas de Wham! est la première chanson à se classer numéro 1 la semaine de Noël pour la deuxième année consécutive[9].